# Tomoki Nojiri
Tomoki Nojiri (jap. 野尻 智紀, Nojiri Tomoki; * 15. September 1989) ist ein japanischer Automobilrennfahrer. Er startet seit 2014 in der Super Formula. 2021 gewann er die Meisterschaft.

## Karriere
Nojiri begann seine Motorsportkarriere 2004 im Kartsport, in dem er bis 2007 aktiv war. 2009 wechselte er in den Formelsport und trat in der japanischen Formel Challenge an. Er beendete die Saison auf dem fünften Platz. Darüber hinaus absolvierte er einen Gaststart in der pazifischen Formel BMW. 2010 erreichte Nojiri erneut den fünften Gesamtrang in der japanischen Formel Challenge. Außerdem unternahm er einen weiteren Gaststart in der pazifischen Formel BMW.
2011 wechselte Nojiri in die japanische Formel-3-Meisterschaft, in der er ein Cockpit bei HFDP Racing erhielt. Er startete in der nationalen Klasse und gewann diese Wertung dreimal. Am Saisonende lag er auf dem zweiten Platz. 2012 trat Nojiri in der Hauptwertung der japanischen Formel-3-Meisterschaft an. Er gewann ein Rennen und stand insgesamt sechsmal auf dem Podium. Er beendete die Saison auf dem fünften Platz der Fahrerwertung. 2013 wechselte Nojiri innerhalb der japanischen Formel-3-Meisterschaft zu Toda Racing. Er erreichte sechs Podest-Platzierungen und verbesserte sich auf den vierten Gesamtrang. Darüber hinaus bestritt Nojiri 2013 zwei Rennen für das Autobacs Racing Team Aguri in der Super GT.
2014 wechselte Nojiri zu Dandelion Racing in die Super Formula. Er gewann ein Rennen und schloss die Saison auf dem zehnten Platz der Fahrerwertung ab. Darüber hinaus fuhr er für das Team Mugen in der GT300-Klasse der Super GT. Er wurde einmal Dritter und erreichte den zehnten Rang in der GT300-Wertung. 2015 blieb Nojiri bei Dandelion Racing in der Super Formula. Mit zwei dritten Plätzen wurde er Siebter im Gesamtklassement. Außerdem startete er für das Autobacs Racing Team Aguri zusammen mit Kosuke Matsuura in der Super GT. Die beiden schlossen die Meisterschaft auf dem 14. Platz ab.

## Statistik

### Karrierestationen
| - 2004–2007: Kartsport - 2009: Japanische Formel Challenge (Platz 5) - 2010: Japanische Formel Challenge (Platz 5) - 2011: Japanische Formel 3, national (Platz 2) | - 2012: Japanische Formel 3 (Platz 5) - 2013: Japanische Formel 3 (Platz 4) - 2013: Super GT, GT300 - 2014: Super Formula (Platz 10) | - 2014: Super GT, GT300 (Platz 10) - 2015: Super Formula (Platz 7) - 2015: Super GT (Platz 14) - 2016: Super Formula |

### Einzelergebnisse in der Super Formula
| Jahr | Team                         | Motor | 1   | 2   | 3   | 4   | 5   | 6   | 7   | 8   | 9   | Punkte | Rang |
| ---- | ---------------------------- | ----- | --- | --- | --- | --- | --- | --- | --- | --- | --- | ------ | ---- |
| 2014 | Docomo Team Dandelion Racing | Honda | SU1 | FUJ | FUJ | FUJ | MOT | AUT | SUG | SU2 | SU2 | 10     | 10.  |
| 2014 | Docomo Team Dandelion Racing | Honda | 9   | DNF | 15  | 12  | 9   | 9   | 1   | 12  | 9   | 10     | 10.  |
| 2015 | Docomo Team Dandelion Racing | Honda | SU1 | OKA | FUJ | MOT | AUT | SUG | SU2 | SU2 |     | 19     | 7.   |
| 2015 | Docomo Team Dandelion Racing | Honda | 8   | 3   | 8   | 6   | 10  | 3   | 5   | DNF |     | 19     | 7.   |